# Центральне оперативно-територіальне об'єднання НГУ
Центральне територіальне управління (Центральне ТрУ, в/ч 3006) — оперативно-територіальне управління (об'єднання еквівалентне дивізії) Національної гвардії України.

## Історія
Після відновлення незалежності України на базі 93-ї конвойної бригади ВВ МВС СРСР (в/ч 7483), було сформовано 6-ту окрему конвойну бригаду внутрішніх військ МВС України (в/ч 3006).
Від 1992 року особовий склад з'єднання залучався до охорони громадського порядку на кордоні України з Молдовою.
2001—2002 роки. Участь в охороні трубопроводу «Полтавагазвидобування» в Полтавській області.
В 2004 році особовий склад військового оперативного резерву УЦТрК задіяно до служби із забезпечення безпеки та охорони громадського порядку під час проведення президентських виборів в м. Київ.
Серпень 2005 та 2006 р. Участь у забезпечені охорони громадського порядку під час проведення Національного Сорочинського ярмарку в Полтавській обл., Жовтень 2007 р. Участь військовослужбовців в охороні громадського порядку та допомозі мешканцям під час вибуху побутового газу в одному з будинків Дніпропетровська.
Влітку 2010 р. Надання активної допомоги МНС Дніпропетровської області під час гасіння пожеж.

## Структура
- Управління (м. Дніпро, В/ч 3006)

- 17-та бригада, в/ч 3052, м. Полтава[1]
- 14-й окремий батальйон (конвойний), в/ч 3054, м. Дніпро[2]
- 31-ша бригада, в/ч 3036, м. Дніпро[3]
- 21-ша окрема бригада охорони громадського порядку, в/ч 3011, м. Кривий Ріг, м. Кропивницький[4]
- 26-й окремий батальйон, в/ч 3059, м. Кременчук[5]

## Командування
- генерал-лейтенант Олександр Набок (2017—2018)
- генерал-лейтенант Володимир Гордійчук (2019)[6]